# مایکل سی ویلیامز
مایکل سی ویلیامز (انگلیسی: Michael C. Williams؛ زادهٔ ۲۵ ژوئیهٔ ۱۹۷۳) یک هنرپیشه اهل ایالات متحده آمریکا است. 
از فیلم‌ها یا برنامه‌های تلویزیونی که وی در آن نقش داشته است می‌توان به پروژه جادوگر بلر اشاره کرد.